# 3e étape du Tour d'Italie 2002
Pour un article plus général, voir Tour d'Italie 2002.
La 3e étape du Tour d'Italie 2002 a eu lieu le 14 mai 2002 entre les villes de Verviers en Belgique et de Esch-sur-Alzette au Luxembourg sur une distance de 206 km. Elle a été remportée par l'Italien Mario Cipollini (Acqua & Sapone-Cantina Tollo) devant son compatriote Massimo Strazzer (Phonak Hearing Systems) et l'Allemand Danilo Hondo (Telekom). Stefano Garzelli (Mapei-Quick Step) conserve le maillot rose de cette édition du Tour d'Italie à l'issue de l'étape.

## Classement de l'étape
| \| Classement de l'étape \| Classement de l'étape \| Classement de l'étape \| Classement de l'étape \| Classement de l'étape \| \| Coureur \| Coureur \| Pays \| Équipe \| Temps \| \| --------------------- \| --------------------- \| --------------------- \| ---------------------------- \| --------------------- \| \| 1er \| Mario Cipollini \| Italie \| Acqua & Sapone-Cantina Tollo \| 5 h 46 min 57 s \| \| 2e \| Massimo Strazzer \| Italie \| Phonak Hearing Systems \| + 0 s \| \| 3e \| Danilo Hondo \| Allemagne \| Telekom \| + 0 s \| \| 4e \| Isaac Gálvez \| Espagne \| Kelme-Costa Blanca \| + 0 s \| \| 5e \| Mikhaylo Khalilov \| Ukraine \| Colombia-Selle Italia \| + 0 s \| \| 6e \| Graeme Brown \| Australie \| Ceramica Panaria-Fiordo \| + 0 s \| \| 7e \| Alessandro Petacchi \| Italie \| Fassa Bortolo \| + 0 s \| \| 8e \| Steven de Jongh \| Pays-Bas \| Rabobank \| + 0 s \| \| 9e \| Moreno Di Biase \| Italie \| Formaggi Trentini \| + 0 s \| \| 10e \| Sven Teutenberg \| Allemagne \| Phonak Hearing Systems \| + 0 s \| |                     |           |                              |                 |
| |                     |           |                              |                 |
| |                     |           |                              |                 |
| Classement de l'étape |                     |           |                              |                 |
| Coureur | Coureur             | Pays      | Équipe                       | Temps           |
| 1er | Mario Cipollini     | Italie    | Acqua & Sapone-Cantina Tollo | 5 h 46 min 57 s |
| 2e | Massimo Strazzer    | Italie    | Phonak Hearing Systems       | + 0 s           |
| 3e | Danilo Hondo        | Allemagne | Telekom                      | + 0 s           |
| 4e | Isaac Gálvez        | Espagne   | Kelme-Costa Blanca           | + 0 s           |
| 5e | Mikhaylo Khalilov   | Ukraine   | Colombia-Selle Italia        | + 0 s           |
| 6e | Graeme Brown        | Australie | Ceramica Panaria-Fiordo      | + 0 s           |
| 7e | Alessandro Petacchi | Italie    | Fassa Bortolo                | + 0 s           |
| 8e | Steven de Jongh     | Pays-Bas  | Rabobank                     | + 0 s           |
| 9e | Moreno Di Biase     | Italie    | Formaggi Trentini            | + 0 s           |
| 10e | Sven Teutenberg     | Allemagne | Phonak Hearing Systems       | + 0 s           |

## Classement général
| \| Classement général \| Classement général \| Classement général \| Classement général \| Classement général \| \| Coureur \| Coureur \| Pays \| Équipe \| Temps \| \| ------------------ \| --------------------- \| ------------------ \| ---------------------- \| ------------------ \| \| 1er \| Stefano Garzelli \| Italie \| Mapei-Quick Step \| 16 h 57 min 42 s \| \| 2e \| Fabrizio Guidi \| Italie \| Team Coast \| + 13 s \| \| 3e \| Rik Verbrugghe \| Belgique \| Lotto-Adecco \| + 19 s \| \| 4e \| Juan Carlos Domínguez \| Espagne \| Phonak Hearing Systems \| + 21 s \| \| 5e \| Matthias Kessler \| Allemagne \| Telekom \| + 27 s \| \| 6e \| Francesco Casagrande \| Italie \| Fassa Bortolo \| + 31 s \| \| 7e \| Mikhaylo Khalilov \| Ukraine \| Colombia-Selle Italia \| + 31 s \| \| 8e \| Matthias Buxhofer \| Autriche \| Phonak Hearing Systems \| + 34 s \| \| 9e \| Cadel Evans \| Australie \| Mapei-Quick Step \| + 37 s \| \| 10e \| Dario Frigo \| Italie \| Tacconi Sport \| + 41 s \| |                       |           |                        |                  |
| |                       |           |                        |                  |
| |                       |           |                        |                  |
| Classement général |                       |           |                        |                  |
| Coureur | Coureur               | Pays      | Équipe                 | Temps            |
| 1er | Stefano Garzelli      | Italie    | Mapei-Quick Step       | 16 h 57 min 42 s |
| 2e | Fabrizio Guidi        | Italie    | Team Coast             | + 13 s           |
| 3e | Rik Verbrugghe        | Belgique  | Lotto-Adecco           | + 19 s           |
| 4e | Juan Carlos Domínguez | Espagne   | Phonak Hearing Systems | + 21 s           |
| 5e | Matthias Kessler      | Allemagne | Telekom                | + 27 s           |
| 6e | Francesco Casagrande  | Italie    | Fassa Bortolo          | + 31 s           |
| 7e | Mikhaylo Khalilov     | Ukraine   | Colombia-Selle Italia  | + 31 s           |
| 8e | Matthias Buxhofer     | Autriche  | Phonak Hearing Systems | + 34 s           |
| 9e | Cadel Evans           | Australie | Mapei-Quick Step       | + 37 s           |
| 10e | Dario Frigo           | Italie    | Tacconi Sport          | + 41 s           |

## Classements annexes
| Classement par points | Classement par points | Classement par points | Classement par points        | Classement par points |
| Coureur               | Coureur               | Pays                  | Équipe                       | Points                |
| --------------------- | --------------------- | --------------------- | ---------------------------- | --------------------- |
| 1er                   | Mario Cipollini       | Italie                | Acqua & Sapone-Cantina Tollo | 58 pts                |
| 2e                    | Massimo Strazzer      | Italie                | Phonak Hearing Systems       | 36 pts                |
| 3e                    | Mikhaylo Khalilov     | Ukraine               | Colombia-Selle Italia        | 31 pts                |
| 4e                    | Danilo Hondo          | Allemagne             | Telekom                      | 30 pts                |
| 5e                    | Graeme Brown          | Australie             | Ceramica Panaria-Fiordo      | 30 pts                |

| Classement par points | Classement par points | Classement par points | Classement par points        | Classement par points |
| Coureur               | Coureur               | Pays                  | Équipe                       | Points                |
| --------------------- | --------------------- | --------------------- | ---------------------------- | --------------------- |
| 1er                   | Mario Cipollini       | Italie                | Acqua & Sapone-Cantina Tollo | 58 pts                |
| 2e                    | Massimo Strazzer      | Italie                | Phonak Hearing Systems       | 36 pts                |
| 3e                    | Mikhaylo Khalilov     | Ukraine               | Colombia-Selle Italia        | 31 pts                |
| 4e                    | Danilo Hondo          | Allemagne             | Telekom                      | 30 pts                |
| 5e                    | Graeme Brown          | Australie             | Ceramica Panaria-Fiordo      | 30 pts                |

| Classement de la montagne | Classement de la montagne | Classement de la montagne | Classement de la montagne | Classement de la montagne |
| Coureur                   | Coureur                   | Pays                      | Équipe                    | Points                    |
| ------------------------- | ------------------------- | ------------------------- | ------------------------- | ------------------------- |
| 1er                       | Francesco Casagrande      | Italie                    | Fassa Bortolo             | 5 pts                     |
| 2e                        | Freddy González           | Colombie                  | Colombia-Selle Italia     | 5 pts                     |
| 3e                        | Mariano Piccoli           | Italie                    | Lampre-Daikin             | 4 pts                     |
| 4e                        | Marc Streel               | Belgique                  | Landbouwkrediet-Colnago   | 3 pts                     |
| 5e                        | Stefano Garzelli          | Italie                    | Mapei-Quick Step          | 3 pts                     |

| Classement de la montagne | Classement de la montagne | Classement de la montagne | Classement de la montagne | Classement de la montagne |
| Coureur                   | Coureur                   | Pays                      | Équipe                    | Points                    |
| ------------------------- | ------------------------- | ------------------------- | ------------------------- | ------------------------- |
| 1er                       | Francesco Casagrande      | Italie                    | Fassa Bortolo             | 5 pts                     |
| 2e                        | Freddy González           | Colombie                  | Colombia-Selle Italia     | 5 pts                     |
| 3e                        | Mariano Piccoli           | Italie                    | Lampre-Daikin             | 4 pts                     |
| 4e                        | Marc Streel               | Belgique                  | Landbouwkrediet-Colnago   | 3 pts                     |
| 5e                        | Stefano Garzelli          | Italie                    | Mapei-Quick Step          | 3 pts                     |

| Classement par équipes | Classement par équipes | Classement par équipes | Classement par équipes |
| Équipe                 | Équipe                 | Pays                   | Temps                  |
| ---------------------- | ---------------------- | ---------------------- | ---------------------- |
| 1re                    | Mapei-Quick Step       | Italie                 | 50 h 28 min 15 s       |
| 2e                     | Team Coast             | Allemagne              | + 16 s                 |
| 3e                     | Fassa Bortolo          | Italie                 | + 31 s                 |
| 4e                     | Telekom                | Allemagne              | + 55 s                 |
| 5e                     | Phonak Hearing Systems | Suisse                 | + 1 min 03 s           |

| Classement par équipes | Classement par équipes | Classement par équipes | Classement par équipes |
| Équipe                 | Équipe                 | Pays                   | Temps                  |
| ---------------------- | ---------------------- | ---------------------- | ---------------------- |
| 1re                    | Mapei-Quick Step       | Italie                 | 50 h 28 min 15 s       |
| 2e                     | Team Coast             | Allemagne              | + 16 s                 |
| 3e                     | Fassa Bortolo          | Italie                 | + 31 s                 |
| 4e                     | Telekom                | Allemagne              | + 55 s                 |
| 5e                     | Phonak Hearing Systems | Suisse                 | + 1 min 03 s           |